# Torneo Apertura 2022 Liga Prom
El Torneo Apertura 2022 Liga Prom Tigo es la tercera edición de la era Liga Prom siendo el inicio de la temporada 2022 de la Segunda División de Panamá.

## Novedades
- La franquicia de Veraguas Club Deportivo fue adquirida por Veraguas United Fútbol Club.
- La franquicia Águilas de la Universidad de Panamá fue dividida y pasaron a llamarse Águilas de la U.

## Sistema de competición
El torneo de la Liga Prom Tigo Apertura 2022, está conformado en dos partes:
- Fase de calificación: Se integra por dos conferencias, divididas en dos zonas (norte y sur) y desarrollada por 10 jornadas respectivamente dentro de su grupo y 6 jornadas entre zonas (norte vs sur).
- Fase final: Se integra por los partidos de cuartos de final, semifinales y la gran final.

### Fase de clasificación
En la fase de clasificación se observó el sistema de puntos. La ubicación en la tabla general está sujeta a lo siguiente:
- Por juego ganado se obtendrán tres puntos.
- Por juego empatado se obtendrá un punto.
- Por juego perdido no se otorgan puntos.

En esta fase participan los 24 clubes de la Liga Prom jugando en dos grupos llamadas conferencias durante las 10 jornadas respectivas.

### Fase Final
En la fase final se observa el sistema de eliminación directa. Los 8 (ocho) mejores clubes ubicados en la tabla de posiciones avanzan a esta ronda, disputada de la siguiente manera. 
- Ronda final Conferencia Oeste/Este:

Semifinales de Conferencia:
Llave N°1: 1° (Zona norte) vs. 2° (Zona sur)
Llave N°2: 2° (Zona sur) vs. 1° (Zona norte)
Finales de Conferencia:
Ganador Llave N°1 vs. Ganador Llave N°2
Gran Final:
Ganador Conferencia Oeste vs. Ganador Conferencia Este

## Información de los equipos

### Equipos por provincia
| N.° | Provincia    | Equipos |
| --- | ------------ | --- |
| 11  | Panamá       | Águilas de la U, Alianza F. C. II, C. D. del Este II, C. D. Plaza Amador II, Panama City FC, San Martín F. C., S. D. Atlético Nacional, Sporting S. M. II, Tauro F. C. II, UDELAS F. C. y UMECIT F. C. |
| 4   | Colón        | Champions FC Academy, Colón C-3 F. C.,C. D. Centenario y Deportivo Árabe Unido II |
| 3   | Panamá Oeste | C. A. Independiente II, San Francisco F. C. II y S. D. Panamá Oeste |
| 2   | Coclé        | Unión Coclé F. C., Universidad Latina |
| 2   | Chiriquí     | C. D. Atlético Chiriquí II y Mario Méndez F. C. |
| 1   | Herrera      | Herrera F. C. II |
| 1   | Veraguas     | Veraguas United F. C. II |

| Equipo                    | Entrenador          | Ciudad           | Estadio                    | Capacidad | Proveedor    |
| ------------------------- | ------------------- | ---------------- | -------------------------- | --------- | ------------ |
| Águilas de la U           | David Acosta        | Ciudad de Panamá | Luis 'Cascarita' Tapia (*) | 900       | Strik3r      |
| Alianza F. C. II          | José Soriano        | Juan Díaz        | Luis 'Cascarita' Tapia     | 900       | Keuka        |
| Atlético Chiriquí II      | Jonathan Parra      | David            | San Cristóbal              | 2 890     | Lotto        |
| Colón C-3                 | Carlos Miranda      | Colón            | Armando Dely Valdés        | 1 121     | Runic        |
| Champions FC Academy      | Julio Medina III    | Colón            | Armando Dely Valdés        | 1 121     | Runic        |
| C. A. Independiente II    | Armando Gun         | La Chorrera      | Agustín 'Muquita' Sánchez  | 3 000     | Fila         |
| C. D. Centenario          | Javier Miller       | Colón            | Armando Dely Valdés        | 1 121     | Patrick      |
| Potros del Este II        | Eduameth Nimbley    | Pacora           | Maracaná                   | 5 500     | Luanvi       |
| C. D. Plaza Amador II     | Bandera de ?        | El Chorrillo     | Maracaná                   | 5 500     | Puma         |
| Deportivo Árabe Unido II  | Alfonso de Moya     | Colón            | Armando Dely Valdés        | 1 121     | Kelme        |
| Herrera F. C. II          | Miguel Corral       | Herrera          | Los Milagros               | 1 000     | Strik3r      |
| Mario Méndez F. C.        | Mario Méndez        | Chiriquí         | San Cristóbal              | 2 890     | Keuka        |
| Panama City F. C.         | Santiago García     | Ciudad de Panamá | Eagle Stadium              |           | Adidas       |
| San Francisco F. C. II    | Jorge Santos        | La Chorrera      | Agustín 'Muquita' Sánchez  | 3 000     | Valor        |
| San Martín F. C.          | Edison David Cadena | San Martín       | Luis 'Cascarita' Tapia     | 900       | Bandera de ? |
| S. D. Atlético Nacional   | Bandera de ?        | Panamá           | Maracaná (*)               | 5 500     | Valor        |
| S. D. Panamá Oeste        | Lorenzo Mambrini    | Capira           | Agustín 'Muquita' Sánchez  | 3 000     | Kelme        |
| Sporting San Miguelito II | Juan Carlos Fuentes | San Miguelito    | Los Andes                  | 1 145     | Spirits      |
| Tauro F. C. II            | Javier Ainstein     | Pedregal, Panamá | Javier Cruz (*)            | 700       | Patrick      |
| Udelas F. C.              | Jayro Benavides     | San Miguelito    | CAI Sport Center           | 500       | Viomar       |
| Umecit F. C.              | Fredy Romero        | San Miguelito    | Umecit                     | 300       | Spieler      |
| Unión Coclé F. C.         | Fabián Bolaños      | Penonomé         | Virgilio Tejeira           | 900       | Strik3r      |
| Universidad Latina        | Alberto Blanco      | Penonomé         | Virgilio Tejeira           | 900       | Strik3r      |
| Veraguas United F. C. II  | Vili Trebiño        | Veraguas         | Atalaya                    | 700       | Strik3r      |

- Nota: (*) Estos estadios fueron utilizados temporalmente por estos equipos.

### Cambios de entrenadores
| Equipo                | Entrenador saliente | Jornada dirigidas | Tipo de despido                                  | Posición en la tabla | Reemplazado por |
| --------------------- | ------------------- | ----------------- | ------------------------------------------------ | -------------------- | --------------- |
| Herrera II            | Juan Carlos Fuentes | Pretemporada      | Fin de contrato                                  | Pretemporada         | Bandera de ?    |
| San Francisco II      | Luis Ureña INT      | Pretemporada      | Fin de interinidad                               | Pretemporada         | Jorge Santos    |
| Veraguas United FC II | Anthony Torres      | Pretemporada      | Nombrado director técnico del Veraguas United FC | Pretemporada         | Marcos Pimentel |
| Universidad Latina    | Diego Gutiérrez     | Pretemporada      | Fin de contrato                                  | Pretemporada         | Alberto Blanco  |
| Sporting SM II        | Rafael Mea Vitali   | Pretemporada      | Fin de contrato                                  | Pretemporada         | Rubén Chávez    |

## Ascensos y descensos
Un total de 24 equipos disputan la liga, incluyendo 21 equipos de la temporada anterior, dos ascendidos de Tercera División y uno descendido de Primera División.
| Pos. | Descendidos a 2.ª División |
| ---- | -------------------------- |
| 12.º | San Francisco FC           |

| Pos. | Ascendidos de 2.ª División |
| ---- | -------------------------- |
| 1º   | Alianza FC II              |

| Pos. | Descendidos a 3.ª División |
| ---- | -------------------------- |
| 23.º | Colón C-3 FC               |
| 24.º | Panama City F.C.           |

| Pos.      | Ascendidos de 3.ª División |
| --------- | -------------------------- |
| 1º (I)    | F. C. Dinámicos Jr         |
| 1.º (III) | Deportivo Altamira         |

## Conferencia Este

### Clasificación

#### Zona Norte
| Pos. | Equipo                    | Pts. | PJ | G  | E | P  | GF | GC | Dif. | Notas                                  |
| ---- | ------------------------- | ---- | -- | -- | - | -- | -- | -- | ---- | -------------------------------------- |
| 1    | Champions Academy F.C.    | 38   | 16 | 12 | 2 | 2  | 29 | 11 | +18  | Acceso directo a los cuartos de final. |
| 2    | UMECIT F. C.              | 35   | 16 | 11 | 2 | 3  | 29 | 8  | +21  | Acceso directo a los cuartos de final. |
| 3    | Sporting San Miguelito II | 32   | 16 | 10 | 2 | 4  | 39 | 15 | +24  |                                        |
| 4    | Colón C-3 F. C.           | 15   | 16 | 4  | 3 | 9  | 18 | 39 | −21  |                                        |
| 5    | C. D. Árabe Unido II      | 11   | 16 | 2  | 5 | 9  | 17 | 28 | −11  |                                        |
| 6    | C. D. Centenario          | 5    | 16 | 1  | 2 | 13 | 9  | 46 | −37  | Último lugar.                          |

 Fuente: Liga Prom, Soccerway.

#### Zona Sur
| Pos. | Equipo                | Pts. | PJ | G  | E | P  | GF | GC | Dif. | Notas                                  |
| ---- | --------------------- | ---- | -- | -- | - | -- | -- | -- | ---- | -------------------------------------- |
| 1    | Potros del Este II    | 33   | 16 | 10 | 3 | 3  | 32 | 20 | +12  | Acceso directo a los cuartos de final. |
| 2    | Alianza F. C. II      | 27   | 16 | 8  | 3 | 5  | 33 | 21 | +12  | Acceso directo a los cuartos de final. |
| 3    | Tauro F. C. II        | 25   | 16 | 7  | 4 | 5  | 26 | 21 | +5   |                                        |
| 4    | C. D. Plaza Amador II | 20   | 16 | 5  | 5 | 6  | 27 | 25 | +2   |                                        |
| 5    | San Martín F. C.      | 16   | 16 | 5  | 1 | 10 | 29 | 38 | −9   |                                        |
| 6    | Panama City F. C.     | 13   | 16 | 3  | 4 | 9  | 17 | 33 | −16  | Último lugar.                          |

 Fuente: Liga Prom, Soccerway.

## Conferencia Oeste

### Clasificación

#### Zona Norte
| Pos. | Equipo               | Pts. | PJ | G  | E | P | GF | GC | Dif. | Notas                                  |
| ---- | -------------------- | ---- | -- | -- | - | - | -- | -- | ---- | -------------------------------------- |
| 1    | Mario Méndez F. C.   | 32   | 16 | 10 | 2 | 4 | 33 | 13 | +20  | Acceso directo a los cuartos de final. |
| 2    | Atlético Chiriquí II | 24   | 16 | 7  | 3 | 6 | 22 | 19 | +3   | Acceso directo a los cuartos de final. |
| 3    | Veraguas United II   | 24   | 16 | 8  | 0 | 8 | 24 | 35 | −11  |                                        |
| 4    | Unión Coclé F. C.    | 13   | 16 | 3  | 4 | 9 | 9  | 21 | −12  |                                        |
| 5    | Universidad Latina   | 12   | 16 | 2  | 6 | 8 | 13 | 26 | −13  |                                        |
| 6    | Herrera F. C. II     | 11   | 16 | 2  | 5 | 9 | 22 | 31 | −9   | Último lugar.                          |

 Fuente: Liga Prom, Soccerway.

#### Zona Sur
| Pos. | Equipo                  | Pts. | PJ | G | E | P  | GF | GC | Dif. | Notas                                  |
| ---- | ----------------------- | ---- | -- | - | - | -- | -- | -- | ---- | -------------------------------------- |
| 1    | S. D. Atlético Nacional | 31   | 16 | 9 | 4 | 3  | 21 | 13 | +8   | Acceso directo a los cuartos de final. |
| 2    | C. A. Independiente II  | 30   | 16 | 8 | 6 | 2  | 34 | 22 | +12  | Acceso directo a los cuartos de final. |
| 3    | San Francisco F. C. II  | 28   | 16 | 8 | 4 | 4  | 34 | 19 | +15  |                                        |
| 4    | Águilas de la U.        | 26   | 16 | 7 | 5 | 4  | 18 | 10 | +8   |                                        |
| 5    | S. D. Panamá Oeste      | 15   | 16 | 3 | 6 | 7  | 14 | 21 | −7   |                                        |
| 6    | Udelas F. C.            | 14   | 16 | 4 | 2 | 10 | 24 | 40 | −16  | Último lugar.                          |

 Fuente: Liga Prom, Soccerway.

## Fase Final
|  | Semifinales de Conferencia                                     | Semifinales de Conferencia                                     | Semifinales de Conferencia                                     | Semifinales de Conferencia                                     | Semifinales de Conferencia                                     |   |        | Finales de Conferencia  | Finales de Conferencia  | Finales de Conferencia  |  |      | Final Apertura     | Final Apertura     | Final Apertura     |  |
|  | 10 y 11 de mayo de 2022 (Ida) 14 y 15 de mayo de 2022 (Vuelta) | 10 y 11 de mayo de 2022 (Ida) 14 y 15 de mayo de 2022 (Vuelta) | 10 y 11 de mayo de 2022 (Ida) 14 y 15 de mayo de 2022 (Vuelta) | 10 y 11 de mayo de 2022 (Ida) 14 y 15 de mayo de 2022 (Vuelta) | 10 y 11 de mayo de 2022 (Ida) 14 y 15 de mayo de 2022 (Vuelta) |   |        | 19 y 20 de mayo de 2022 | 19 y 20 de mayo de 2022 | 19 y 20 de mayo de 2022 |  |      | 27 de mayo de 2022 | 27 de mayo de 2022 | 27 de mayo de 2022 |  |
|  |                                                                |                                                                |                                                                |                                                                |                                                                |   |        |                         |                         |                         |  |      |                    |                    |                    |  |
|  |                                                                |                                                                |                                                                |                                                                |                                                                |   |        |                         |                         |                         |  |      |                    |                    |                    |  |
|  | 1°N(E)                                                         | Academy Champions F. C.                                        | 0                                                              | 3                                                              | 3                                                              |   |        |                         |                         |                         |  |      |                    |                    |                    |  |
|  | 1°N(E)                                                         | Academy Champions F. C.                                        | 0                                                              | 3                                                              | 3                                                              |   |        |                         |                         |                         |  |      |                    |                    |                    |  |
|  | 2°S(E)                                                         | Alianza F. C. II                                               | 0                                                              | 2                                                              | 2                                                              |   |        |                         |                         |                         |  |      |                    |                    |                    |  |
|  | 2°S(E)                                                         | Alianza F. C. II                                               | 0                                                              | 2                                                              | 2                                                              |   | 1°N(E) | Academy Champions F. C. | 0                       |                         |  |      |                    |                    |                    |  |
|  |                                                                |                                                                |                                                                |                                                                |                                                                |   | 1°N(E) | Academy Champions F. C. | 0                       |                         |  |      |                    |                    |                    |  |
|  |                                                                |                                                                | 2°N(E)                                                         | Umecit F. C.                                                   | 1                                                              |   |        |                         |                         |                         |  |      |                    |                    |                    |  |
|  | 1°S(E)                                                         | Potros del Este II                                             | 2°N(E)                                                         | Umecit F. C.                                                   | 1                                                              | 1 | 0 (4)  | 1                       |                         |                         |  |      |                    |                    |                    |  |
|  | 1°S(E)                                                         | Potros del Este II                                             |                                                                |                                                                |                                                                |   |        | 1                       |                         |                         |  |      |                    |                    |                    |  |
|  | 2°N(E)                                                         | Umecit F. C.                                                   | 0                                                              | 1 (5)                                                          | 1                                                              |   |        |                         |                         |                         |  |      |                    |                    |                    |  |
|  | 2°N(E)                                                         | Umecit F. C.                                                   | 0                                                              | 1 (5)                                                          | 1                                                              |   |        |                         |                         |                         |  | C(E) | Umecit F. C.       | 0 (4)              |                    |  |
|  |                                                                |                                                                |                                                                |                                                                |                                                                |   |        |                         |                         |                         |  | C(E) | Umecit F. C.       | 0 (4)              |                    |  |
|  |                                                                |                                                                | C(O)                                                           | Mario Méndez F. C.                                             | 0 (3)                                                          |   |        |                         |                         |                         |  |      |                    |                    |                    |  |
|  | 1°N(O)                                                         | Mario Méndez F. C.                                             | C(O)                                                           | Mario Méndez F. C.                                             | 0 (3)                                                          | 2 | 0      | 2                       |                         |                         |  |      |                    |                    |                    |  |
|  | 1°N(O)                                                         | Mario Méndez F. C.                                             |                                                                |                                                                |                                                                |   |        | 2                       |                         |                         |  |      |                    |                    |                    |  |
|  | 2°S(O)                                                         | C. A. Independiente II                                         | 1                                                              | 0                                                              | 1                                                              |   |        |                         |                         |                         |  |      |                    |                    |                    |  |
|  | 2°S(O)                                                         | C. A. Independiente II                                         | 1                                                              | 0                                                              | 1                                                              |   | 1°N(O) | Mario Méndez F. C.      | 1                       |                         |  |      |                    |                    |                    |  |
|  |                                                                |                                                                |                                                                |                                                                |                                                                |   | 1°N(O) | Mario Méndez F. C.      | 1                       |                         |  |      |                    |                    |                    |  |
|  |                                                                |                                                                | 2°N(O)                                                         | C. D. Atlético Chiriquí II                                     | 0                                                              |   |        |                         |                         |                         |  |      |                    |                    |                    |  |
|  | 1°S(O)                                                         | S. D. Atlético Nacional                                        | 2°N(O)                                                         | C. D. Atlético Chiriquí II                                     | 0                                                              | 1 | 0      | 1                       |                         |                         |  |      |                    |                    |                    |  |
|  | 1°S(O)                                                         | S. D. Atlético Nacional                                        |                                                                |                                                                |                                                                |   |        | 1                       |                         |                         |  |      |                    |                    |                    |  |
|  | 2°N(O)                                                         | C. D. Atlético Chiriquí II                                     | 0                                                              | 2                                                              | 2                                                              |   |        |                         |                         |                         |  |      |                    |                    |                    |  |
|  | 2°N(O)                                                         | C. D. Atlético Chiriquí II                                     | 0                                                              | 2                                                              | 2                                                              |   |        |                         |                         |                         |  |      |                    |                    |                    |  |
|  |                                                                |                                                                |                                                                |                                                                |                                                                |   |        |                         |                         |                         |  |      |                    |                    |                    |  |

### Semifinales de Conferencia

#### Conferencia Este

##### Academy Champions FC - Alianza FC II
| Ida; 10 de mayo de 2022; 16:00 | Alianza F.C. II | 0:0 | Academy Champions F.C. | Estadio "Cascarita" Tapia, Panamá |  |
|                                |                 |     |                        | Árbitro(s):                       |  |

| Vuelta; 14 de mayo de 2022; 16:00        | Academy Champions F.C. | 3:2 (0:1) (Global 3:2) | Alianza F.C. II | Estadio Armando Dely Valdés, Colón |  |
|                                          |                        |                        |                 | Árbitro(s):                        |  |
| Champions Academy ganó 3-2 en el Global. |                        |                        |                 |                                    |  |

##### Potros del Este II - Umecit FC
| Ida; 11 de mayo de 2022; 16:00 | Umecit F.C. | 0:1 | Potros del Este II | Estadio Umecit, Panamá |  |
|                                |             |     |                    | Árbitro(s):            |  |

| Vuelta; 14 de mayo de 2022; 9:00                                | Potros del Este II | 0:1 (0:0) (t. s.)(4:5 p.)(Global 1:1) | Umecit F.C. | Hacienda Country Club, Ciudad de Panamá |  |
|                                                                 |                    |                                       |             | Árbitro(s):                             |  |
| Umecit F.C. avanza 5-4 en penales tras empate 1-1 en el global. |                    |                                       |             |                                         |  |

#### Conferencia Oeste

##### Mario Méndez FC - CA Independiente II
| Ida; 11 de mayo de 2022; 17:00 | CA Independiente II | 1:2 | Mario Méndez F.C. | Estadio Agustín Sánchez, La Chorrera |  |
|                                |                     |     |                   | Árbitro(s):                          |  |

| Vuelta; 15 de mayo de 2022; 18:00     | Mario Méndez F.C. | 0:0 (Global 2:1) | CA Independiente II | Estadio San Cristóbal, David |  |
|                                       |                   |                  |                     | Árbitro(s):                  |  |
| Mario Méndez avanza 2-1 en el global. |                   |                  |                     |                              |  |

##### SD Atlético Nacional - CD Atlético Chiriquí II
| Ida; 10 de mayo de 2022; 16:00 | Atlético Chiriquí II | 0:1 (0:0) | SD Atlético Nacional | Estadio San Cristóbal, David |             |
|                                |                      |           | 48'                  | Árbitro(s):                  | Árbitro(s): |

| Vuelta; 15 de mayo de 2022; 15:30             | SD Atlético Nacional | 0:2 (Global 1:2) | Atlético Chiriquí II | Estadio Maracaná, Panamá |  |
|                                               |                      |                  |                      | Árbitro(s):              |  |
| Atlético Chiriquí II Avanza 2-1 en el global. |                      |                  |                      |                          |  |

### Finales de Conferencia

#### Conferencia Este

##### Academy Champions FC - Umecit FC
| Final de Conferencia; 19 de mayo de 2022; 19:00 | Academy Champions F. C. | 0:1 | Umecit F. C. | Estadio Los Andes, San Miguelito |  |
|                                                 |                         |     |              | Árbitro(s):                      |  |

#### Conferencia Oeste

##### Mario Méndez FC - CD Atlético Chiriquí II
| Final de Conferencia; 20 de mayo de 2022; 19:00 | Mario Méndez F. C. | 1:0 | Atlético Chiriquí II | Estadio San Cristóbal, Chiriquí |  |
|                                                 |                    |     |                      | Árbitro(s):                     |  |

### Gran Final

##### Umecit FC - Mario Méndez FC
| Final; 27 de mayo de 2022 | Umecit F. C. | 0:0 (t. s.)(4:3 p.) | Mario Méndez F.C. | Estadio Los Andes, San Miguelito |  |
|                           |              |                     |                   | Árbitro(s):                      |  |

| Clasifica a la Superfinal 2022 Umecit F. C. |

| Campeón Apertura 2022 |
| --------------------- |
|                       |
| Umecit F.C.           |
| 1° Título             |

## Estadísticas

### Tabla de goleadores
Lista con los máximos goleadores de la competencia.
| Pos. | Posición | Jugador            | Equipo                  | Goles |
| ---- | -------- | ------------------ | ----------------------- | ----- |
| 1.º  |          | Eber Díaz          | UMECIT F. C.            | 13    |
| 2.º  |          | Alberto Ramírez    | UDELAS F. C.            | 11    |
| 3.º  |          | Enrico Small       | Academy F. C.           | 9     |
| 3.º  |          | Samuel Guete       | Mario Méndez F. C.      | 9     |
| 4.º  |          | Martín Ruiz        | San Francisco F. C. II  | 8     |
| 4.º  |          | Kevin Oneil        | S. D. Atlético Nacional | 8     |
| 4.º  |          | Geovanny Tascon    | Mario Méndez F. C.      | 8     |
| 4.º  |          | Reynaldiño Verley  | Alianza F. C. II        | 8     |
| 4.º  |          | Aldair Mackenzie   | Águilas UP              | 8     |
| 4.º  |          | Charles Bustamante | C. D. Árabe Unido II    | 8     |